# Michel Sima
Michel Sima (eigentlich: Michał Smajewski * 20. Mai 1912 in Slonim, Polen, heute Belarus; † April 1987 in Tauriers, Ardèche) war ein französischer Bildhauer und Fotograf.

## Leben und Werk
Bereits als Kind fing Sima mit Zeichnungen an und schaffte erste kleine Skulpturen. 1929 reiste er nach Paris mit der Absicht, Bildhauer zu werden. Er studierte an der Académie de la Grande Chaumière. 1933 schloss er sich der Gruppe des Malers Francis Gruber an, zu der Moise Kisling und Pierre Tal-Coat gehörten.
Von 1934 bis 1935 war Sima Schüler von Ossip Zadkine. Er lernte über ihn Jean Cocteau kennen. Dieser wiederum führte ihn zu Paul Éluard und Francis Picabia. Er gehörte nun zu den Freunden, die zu den sonntäglichen Literaturtreffen bei Picabia erschienen. Dies war die Zeit, in der er mit Presseagenturen zu arbeiten begann und Fotoreportagen über Paris und politische Ereignisse machte. Er traf Max Ernst und lernte Constantin Brâncuși kennen.
1936 traf er Pablo Picasso und Gertrud Stein. 1931 arbeitete er kurz bei Brâncuși.
1940 fuhr er beim Einmarsch der Deutschen in Frankreich in die Pyrenäen zu Pierre Petitjean in Aulus-les-Bains. Ende Oktober fuhr er zu Picabia nach Golf-Juan. Er blieb bis zu seiner Verhaftung in der freien Zone und bereitete mit Picabia eine Gemeinschaftsausstellung vor.
1942 wurde er in Golf-Juan verhaftet und nach einem Gefängnisaufenthalt in Nizza ins Konzentrationslager Blechhammer deportiert. 1945 kam er schwer krank nach Frankreich zurück und suchte Unterkunft bei seinem Freund Dor de la Souchère in Cannes, der in Antibes Konservator des Schlosses war.
1946 traf er in Golf-Juan Pablo Picasso wieder, der sofort psychische und materielle Hilfe für ihn leistete. An eine bildhauerische Tätigkeit war nicht mehr zu denken. Er forderte Sima auf, für ihn den phallischen griechisch-phönizischen Stein zu zeichnen, der im Schloss von Antibes ausgestellt ist. Das war die erste künstlerische Arbeit, die Sima wieder in Angriff nahm. Durch Simas Vermittlung bekam Picasso einen Saal des Schlosses als Atelier zur Verfügung gestellt. Auf Rat von Picasso begann Sima wieder zu fotografieren. Er fotografierte für Picasso sein „work in progress“ und dokumentiert dessen Fortlauf. Sima begleitete insbesondere den Entstehungsprozess von Picassos „La joie de vivre“ und dokumentierte nicht nur – wie anfänglich beabsichtigt – die verschiedenen Etappen der künstlerischen Ausführung, sondern verstand von Anfang an seine Arbeit als ganzheitliche, persönliche Darstellung von Künstler und dessen Werk. Es war der Anfang einer einzigartigen fotografischen Dokumentation über Künstler und ihr Werk.
1947 erschien in der Zeitung „Aux écoutes“ ein Artikel „Dernière evolution de Picasso“, in dem es über Sima hieß, dass er der Einzige wäre, der die letzten entstandenen Bilder Pablo Picassos fotografieren konnte und sie um keinen Preis verkaufte.
1948 fand eine Einzelausstellung Simas in der Galerie Lambert in Cannes mit ziselierten Steinen vom Strand statt. Im selben Jahr erschien Simas erstes Buch bei René Draoulin „Picassi in Atibes“. 1949 nahm er an der Gruppenausstellung von „Palissy zu Picasso“ in Vallauris teil. 1950 gab es eine Gemeinschaftsausstellung mit Picabia in der Galerie Colette Allendy in Paris und 1952 eine Einzelausstellung in der Galerie H. Niepce in Paris mit neuen keramischen Arbeiten und kleinen emaillierten Skulpturen.
Von 1951 bis 1961 widmete er sich dem fotografischen Künstlerportrait. Er porträtierte fast alle Künstler der École de Paris wie beispielsweise Henri Matisse, Francis Picabia, Ossip Zadkine, Alberto Giacometti, Jean Cocteau, Tal Coat, Jean Arp, Marie Laurencin, Fernand Léger, Max Ernst, Iliazd, Man Ray, Marcel Duchamp, André Derain, Kees van Dongen, Le Corbusier, Marc Chagall, Joan Miró, Alexander Calder. Nicht nur bei den Fotografien von Pablo Picasso, sondern bei allen diesen Künstlerporträts scheint immer auch die zugrunde liegende freundschaftliche Verbundenheit Simas mit den Porträtierten durch. Sie drückt sich aus in einer äußerst sensiblen Erfassung der Persönlichkeit und des Werkes der jeweiligen Künstler, wobei der geschaffene Bezug zum Werk und Atelier im Rahmen der Inszenierung geschickt dazu eingesetzt wird, dass der porträtierte Künstler quasi über sich selber spricht. Das Ergebnis ist ein eigenständiger Stil im Bereich des fotografischen (Künstler-)Porträts und eine einzigartige Dokumentation der Künstler der Ecole de Paris, wie sie kein anderer Fotograf in ihrer Geschlossenheit und Sensibilität hinterließ.
1959 publizierte der Verlag Fernand Nathan 21 der porträtierten Künstler in „21 visages d'artistes“. Der Druck entsprach jedoch in keiner Weise den Qualitätsvorstellungen Simas. Er beschloss, niemals mehr Fotos zu veröffentlichen.
1967 entdeckte Sima das Ardèche in Frankreich. Zusammen mit seiner Frau Odette und seinem Sohn Pierre (* 1962) zog er nach Tauriers. Er widmete sich wieder der Skulptur.
Michel Sima verstarb im April 1987 im Alter von 74 Jahren.

## Ausstellungen
- 2007: Vom 7. bis 22. Dezember 2007 fand in den Räumen der Galerie Fischer eine umfassende Verkaufsausstellung mit den Künstlerporträts Simas der Künstler der École de Paris statt.
- 2018: Michel Sima. Erarta-Museum, St. Petersburg, Russland.[2]

## Publikationen
- Picasso à Antibes. Photographies de Michel Sima. Commentées par Paul Éluard, introduction par Jaime Sabartés. Paris, René Drouin, 1948.
- 21 visages d’artistes. Photographies de Michel Sim. Préface de Jean Cocteau. Paris, Fernand Nathan, 1959.

deutsche Ausgabe: Jean und Michel Sima: 21 Pariser Künstler. Vorwort Jean Cocteau. Übers. von Madeleine Jean. Berlin, Herbig [um 1960]

## Filme
- Picasso et Sima, le modeleur d'amitié. Ein Film von Christian Tran. Production Artis, Lyon TV, 2009.